# Euzko Gaztedi Indarra
Pour les articles homonymes, voir EGI.
 (juillet 2025).
- Si vous ne connaissez pas le sujet, laissez ce bandeau (vous pouvez alors contacter les auteurs).
- Si vous supprimez le contenu mis en cause (vous pouvez préalablement contacter les auteurs),

argumentez précisément cette suppression dans la page de discussion
(un manque de référence n'est pas un argument ; une recherche réelle de référence doit avoir été effectuée, être formellement documentée).
Jeunesse basque (en basque : Euzko Gaztedi, Eusko Gaztedi ou EGI est le mouvement de jeunes du Parti nationaliste basque (en basque : Euzko Alderdi Jeltzalea, en espagnol : Partido Nacionalista Vasco, abréviation : EAJ-PNV).
Ils sont présents dans le Pays basque, dans la Communauté autonome basque, la Navarre et dans le Pays basque français. Selon ses statuts[réf. nécessaire], EGI se définit comme une organisation nationaliste basque, pluraliste, participatif, indépendantiste et humaniste qui souhaite parvenir à un cadre de respect de l'identité des peuples et des droits de l'homme.
Certaines associations sont liées à EGI :
- Lurgorri Ikasle Elkartea, syndicat étudiant ;
- Gogorregi Konpartsa à Bilbao de festivités ;
- Gaztetxoak, groupe de loisirs ;
- Ausartu Euskaraz, groupe culturel, la promotion de la langue basque.

## Histoire
- Si vous ne connaissez pas le sujet, laissez ce bandeau (vous pouvez alors contacter les auteurs).
- Si vous supprimez le contenu mis en cause (vous pouvez préalablement contacter les auteurs),

argumentez précisément cette suppression dans la page de discussion
(un manque de référence n'est pas un argument ; une recherche réelle de référence doit avoir été effectuée, être formellement documentée).
EGI a été fondée sur le 14 février 1904, trois mois après la mort de Sabino Arana, fondateur du PNV, sur les valeurs portées par le parti. Dans un premier temps elle a attiré environ 400 membres et l’association des jeunes nationalistes basques jusqu'à la fin de la guerre civile espagnole.
Après la guerre, elle a été refondue au Venezuela où elle a été intégrée dans la structure politique du parti à l'étranger et que les nouveaux stands pour EGI avoir publié le magazine Gudari et voir la nécessité de créer une nouvelle organisation de jeunesse. John Queralt est le créateur du logo de EGI, en prenant le témoin comme une idée des gudaris (guerriers basques) a emménagé dans les nouvelles générations et de prendre le flambeau de Guernica de Picasso qui est devenu un symbole d’EGI.[réf. nécessaire]

## Organisation
- Si vous ne connaissez pas le sujet, laissez ce bandeau (vous pouvez alors contacter les auteurs).
- Si vous supprimez le contenu mis en cause (vous pouvez préalablement contacter les auteurs),

argumentez précisément cette suppression dans la page de discussion
(un manque de référence n'est pas un argument ; une recherche réelle de référence doit avoir été effectuée, être formellement documentée).
Les membres d'EGI ont entre 16 et 30 ans et sont affiliés au PNV.
EGI est une organisation autonome au sein du parti mais sa structure interne est presque identique à celle du PNV. Elle se décompose en trois niveaux : municipal, régional ou territorial et national.
L'organe exécutif du parti, "Aberri Batzorde", est composé des secrétaires des conseils régionaux et de divers burukides (membres du conseil) approuvés par l'Assemblée nationale parmi les membres élus par les assemblées territoriales. Les conseils régionaux sont composés des chefs de chaque vallée ou de la zone et qui sont partagés les zones de travail et le secrétariat. Le pouvoir exécutif a le mandat de deux ans.
"Bilera Nagusiak" (assemblées générales) sont l'organe suprême de EGI et, en général, tous les trois ou quatre ans en cas d'approbation de la politique d'action. La dernière était en décembre 2004 à Zarautz (Guipuzcoa).

## Anciens membres d'EGI
- Iñaki Anasagasti
- Jon Idigoras
- Josu Jon Imaz
- Markel Olano
- Iñigo Urkullu

## Relations avec autres organisations
- Si vous ne connaissez pas le sujet, laissez ce bandeau (vous pouvez alors contacter les auteurs).
- Si vous supprimez le contenu mis en cause (vous pouvez préalablement contacter les auteurs),

argumentez précisément cette suppression dans la page de discussion
(un manque de référence n'est pas un argument ; une recherche réelle de référence doit avoir été effectuée, être formellement documentée).
EGI maintient des relations formelles et des contacts avec les différentes parties et d'autres organisations. Par exemple :
- Ar Vretoned Yaouank, le mouvement des jeunes du Parti breton
- UDB Yaouank (UDBy), le mouvement des jeunes de l’Union démocratique bretonne[réf. nécessaire]
- Mouvement de Jeunes du SNP
- Joventut Nacionalista de Catalunya (CNP), les jeunes CDC (Catalogne).
- Unió de Joves (UdJ), les jeunes du CDU (Catalogne).
- Galiza Nova, les jeunes de BNG (Galice).
- Bloc Jove, les jeunes de BLOC (Valence)

En outre, EGI est cofondateur des Jeunes Démocrates Européens (YDE - JDE).